# 犬山市立今井小学校
犬山市立今井小学校（いぬやましりつ　いまいしょうがっこう）は、愛知県犬山市の公立小学校。

## 概要
- 校区は自治会としては、四ッ家、中屋敷、祢宜洞、虎熊、石蔵、観音堂、岩穴であり、公立中学校の進学先は犬山市立城東中学校である。

## 沿革
- 1873年（明治6年）12月 - 丹羽郡今井村に永明学校の分教場が設置される。
- 1875年（明治8年）3月 - 今井学校として独立する。
- 1888年（明治21年） - 尋常小学今井学校に改称する。
- 1889年（明治22年）10月1日 - 今井村と池野村が合併し、今井村が発足する。
- 1890年（明治23年）10月6日 - 今井村から池野村が分立する。
- 1892年（明治25年） - 今井尋常小学校に改称する。
- 1894年（明治27年） - 今井村字宮ヶ洞に校舎を新築し、移転する。
- 1906年（明治39年）10月1日 - 今井村、善師野村、岩田村が合併し、城東村が発足する。
- 1907年（明治40年）4月 - 城東第二尋常小学校に改称する。
- 1910年（明治43年） - 現在地に校舎を新築し、移転する。
- 1912年（大正元年）9月23日 - 暴風雨により校舎が倒壊する。
- 1914年（大正3年） - 校舎を再建する。
- 1941年（昭和16年）4月1日 - 今井国民学校に改称する。
- 1947年（昭和22年）4月1日 - 城東村立今井小学校に改称する。
- 1954年（昭和29年）4月1日 - 犬山町、城東村、羽黒村、楽田村、池野村が合併し市制施行。犬山市となる。同時に犬山市立今井小学校に改称する。
- 1965年（昭和40年） - 新校舎（鉄筋コンクリート造）が完成する。
- 1969年（昭和44年） - プールが完成する。

## 交通アクセス
- 犬山市コミュニティバス今井・前原線「今井駐在所」バス停より徒歩約3分。